# Julian Alaphilippe
Julian Alaphilippe (* 11. června 1992) je francouzský profesionální silniční cyklista jezdící za UCI WorldTeam Soudal–Quick-Step. Je dvojnásobným mistrem světa v silniční cyklistice z let 2020 a 2021.
Je synem dirigenta a od dětství se kromě cyklistiky věnoval také hudbě. Začínal jako cyklokrosař, získal stříbrnou medaili na mistrovství světa v cyklokrosu 2010 a dvakrát byl mistrem Francie do 23 let. Profesionální silniční cyklistice se věnuje od roku 2013, je specialistou na klasiky.
Závodním cyklistou je také jeho mladší bratr Bryan Alaphilippe.

## Hlavní výsledky
- La Gainsbarre: vítěz 2011
- Grand Prix Südkärnten: vítěz 2013
- Tour of California: vítěz 2016, 2. místo 2015
- Okolo Slovenska: vítěz 2018
- Tour of Britain: vítěz 2018, 3. místo 2021
- La Flèche Wallonne: vítěz 2018, 2019 a 2021, 2. místo 2015 a 2016
- Clásica de San Sebastián: vítěz 2018, 2. místo 2024, 6. místo 2021, 8. místo 2015
- Milán - San Remo: vítěz 2019, 2. místo 2020, 3. místo 2017
- Strade Bianche: vítěz 2019, 2. místo 2021, 24. místo 2020
- Giro di Lombardia: 2. místo 2017, 6. místo 2021
- Lutych-Bastogne-Lutych: 2. místo 2015 a 2021, 4. místo 2018, 5. místo 2020
- Amstel Gold Race: 4. místo 2019, 6. místo 2016 a 2021, 7. místo 2015 a 2018
- Paříž-Nice: 5. místo 2017, 16. místo 2020, 18. místo 2018
- Critérium du Dauphiné: 21. místo 2018, 24. místo 2020, 35. místo 2019
- mistrovství Evropy v cyklistice: 2. místo v silničním závodě jednotlivců 2016
- cyklistika na letních olympijských hrách: 4. místo v silničním závodě jednotlivců 2016
- mistrovství světa v silniční cyklistice: vítěz v silničním závodě jednotlivců 2020 a 2021, 8. místo 2018, 10. místo 2017, 28. místo 2019
- Tour de France: 41. místo 2016, 33. místo, dvě etapová prvenství a vítězství v soutěži vrchařů 2018, 5. místo, 2 etapová prvenství a 14 dní jezdil ve žlutém trikotu 2019, 36. místo, 1 etapové vítězství a 3 dny jezdil ve žlutém trikotu 2020, 30. místo, 1 etapové vítězství a 1 den jezdil ve žlutém trikotu 2021
- Vuelta a España: 68. místo a jedno etapové prvenství 2017

2023
vítěz Faun-Ardèche Classic
8 místo Coppa Bernocchi
9 místo Grand Prix Cycliste de Québec
9 místo Trofeo Calvia
Critérium du Dauphiné
celkově 10. místo
vítěz 2. etapy
2024
Giro d'Italia
vítěz 12. etapy
 celkový vítěz ceny bojovnosti + etapy 6, 12, 16 a 19
Czech Tour
vítěz 4. etapy
Okolo Slovenska
 vítěz bodovací soutěže
vítěz 3. etapy
2. místo Clásica de San Sebastián
3. místo Grand Prix Cycliste de Montréal
Tour Down Under
celkově 6. místo
9. místo Milán – San Remo
2025
Tour de Suisse
5. místo celkově

#### Výsledky na etapových závodech
| Výsledky na Grand Tours        |      |      |      |      |      |      |      |      |      |      |      |      |
| Grand Tour                     | 2014 | 2015 | 2016 | 2017 | 2018 | 2019 | 2020 | 2021 | 2022 | 2023 | 2024 | 2025 |
| Giro d'Italia                  | —    | —    | —    | —    | —    | —    | —    | —    | —    | —    | 48   | —    |
| Tour de France                 | —    | —    | 41   | —    | 33   | 5    | 36   | 30   | —    | 33   | —    |      |
| Vuelta a España                | —    | —    | —    | 68   | —    | —    | —    | —    | DNF  | —    | —    |      |
| Výsledky na etapových závodech |      |      |      |      |      |      |      |      |      |      |      |      |
| Závod                          | 2014 | 2015 | 2016 | 2017 | 2018 | 2019 | 2020 | 2021 | 2022 | 2023 | 2024 | 2025 |
| Paříž–Nice                     | —    | 43   | —    | 5    | 18   | —    | 16   | —    | —    | —    | —    | 44   |
| Tirreno–Adriatico              | —    | —    | —    | —    | —    | 6    | —    | 41   | 33   | 30   | 62   | —    |
| Volta a Catalunya              | 83   | DNF  | DNF  | —    | —    | —    | NS   | —    | —    | —    | —    | —    |
| Kolem Baskicka                 | —    | —    | —    | DNF  | 35   | DNF  | NS   | —    | 24   | —    | —    | DNF  |
| Tour de Romandie               | —    | DNF  | —    | —    | —    | —    | NS   | —    | —    | —    | 33   | —    |
| Critérium du Dauphiné          | 57   | DNF  | 6    | —    | 21   | 35   | 24   | —    | —    | 10   | —    | —    |
| Tour de Suisse                 | —    | —    | —    | —    | —    | —    | NS   | DNF  | —    | —    | —    | 5    |

#### Výsledky na klasikách
| Monument                        | 2014                         | 2015                         | 2016                         | 2017                         | 2018                         | 2019                         | 2020                         | 2021                         | 2022                         | 2023                         | 2024                         | 2025                         |
| ------------------------------- | ---------------------------- | ---------------------------- | ---------------------------- | ---------------------------- | ---------------------------- | ---------------------------- | ---------------------------- | ---------------------------- | ---------------------------- | ---------------------------- | ---------------------------- | ---------------------------- |
| Milán – San Remo                | —                            | —                            | —                            | 3                            | 35                           | 1                            | 2                            | 16                           | —                            | 11                           | 9                            | 42                           |
| Kolem Flander                   | —                            | —                            | —                            | —                            | —                            | —                            | DNF                          | 42                           | —                            | 51                           | 70                           | —                            |
| Paříž–Roubaix                   | Nezúčastnil se během kariéry | Nezúčastnil se během kariéry | Nezúčastnil se během kariéry | Nezúčastnil se během kariéry | Nezúčastnil se během kariéry | Nezúčastnil se během kariéry | Nezúčastnil se během kariéry | Nezúčastnil se během kariéry | Nezúčastnil se během kariéry | Nezúčastnil se během kariéry | Nezúčastnil se během kariéry | Nezúčastnil se během kariéry |
| Lutych–Bastogne–Lutych          | —                            | 2                            | 23                           | —                            | 4                            | 16                           | 5                            | 2                            | DNF                          | 86                           | —                            | 58                           |
| Giro di Lombardia               | DNF                          | —                            | 60                           | 2                            | —                            | —                            | —                            | 6                            | 51                           | 36                           | —                            |                              |
| Klasika                         | 2014                         | 2015                         | 2016                         | 2017                         | 2018                         | 2019                         | 2020                         | 2021                         | 2022                         | 2023                         | 2024                         | 2025                         |
| Omloop Het Nieuwsblad           | —                            | —                            | —                            | —                            | —                            | —                            | —                            | 57                           | —                            | —                            | DNF                          | —                            |
| Strade Bianche                  | —                            | —                            | —                            | —                            | —                            | 1                            | 24                           | 2                            | 58                           | 43                           | DNF                          | —                            |
| Dwars door Vlaanderen           | —                            | —                            | —                            | —                            | —                            | —                            | —                            | 22                           | —                            | 29                           | 26                           | —                            |
| Brabantský šíp                  | 14                           | 19                           | 8                            | —                            | —                            | 2                            | 1                            | —                            | DNF                          | —                            | —                            | —                            |
| Amstel Gold Race                | DNF                          | 7                            | 6                            | —                            | 7                            | 4                            | NS                           | 6                            | —                            | —                            | —                            | 20                           |
| Valonský šíp                    | —                            | 2                            | 2                            | —                            | 1                            | 1                            | —                            | 1                            | 4                            | —                            | —                            | 22                           |
| Clásica de San Sebastián        | DNF                          | 8                            | —                            | —                            | 1                            | DNF                          | NS                           | 6                            | —                            | DNF                          | 2                            |                              |
| Bretagne Classic                | 5                            | 42                           | —                            | —                            | —                            | —                            | —                            | 2                            | —                            | 30                           | 58                           |                              |
| Grand Prix Cycliste de Québec   | 28                           | 46                           | 65                           | —                            | —                            | 7                            | Nekonalo se                  | Nekonalo se                  | —                            | 9                            | 81                           |                              |
| Grand Prix Cycliste de Montréal | 57                           | 60                           | 10                           | —                            | —                            | 13                           | Nekonalo se                  | Nekonalo se                  | —                            | 12                           | 3                            |                              |

| —   | Nezúčastnil se |
| DNF | Nedokončil     |
| NS  | Nekonalo se    |